# Phlyctaenodes pustulosa
Phlyctaenodes pustulosa là một loài bọ cánh cứng trong họ Cerambycidae.